# بولين هال
بولين هال (بالنرويجية: Pauline Hall)‏ (و. 1890 – 1969 م) هي ملحنة، وناقدة موسيقية نرويجية، ولدت في هامار، توفيت في أوسلو، عن عمر يناهز 79 عاماً.

## روابط خارجية
- بولين هال على موقع IMDb (الإنجليزية)
- بولين هال على موقع ميوزك برينز (الإنجليزية)
- بولين هال على موقع ديسكوغز (الإنجليزية)